# 拉沙佩勒苏热尔伯鲁瓦
拉沙佩勒-苏热尔伯鲁瓦（法語：Lachapelle-sous-Gerberoy，法語發音：[laʃapɛl su ʒɛʁbəʁwa]，意为“热尔伯鲁瓦下方的拉沙佩勒”）是法国瓦兹省的一个市镇，属于博韦区。

## 地理
拉沙佩勒-苏热尔伯鲁瓦（49°32'6"N, 1°52'8"E）面积4.93 平方千米，位于法国上法蘭西大區瓦兹省，该省份为法国北部内陆省份，北起索姆省，西接厄尔省和滨海塞纳省，南至塞纳-马恩省和瓦兹河谷省，东临埃纳省。
与拉沙佩勒-苏热尔伯鲁瓦接壤的市镇（或旧市镇、城区）包括：热尔伯鲁瓦、格雷梅维莱尔、昂瓦勒、松容、弗罗库尔、旺贝。
拉沙佩勒-苏热尔伯鲁瓦的时区为UTC+01:00、UTC+02:00（夏令时）。

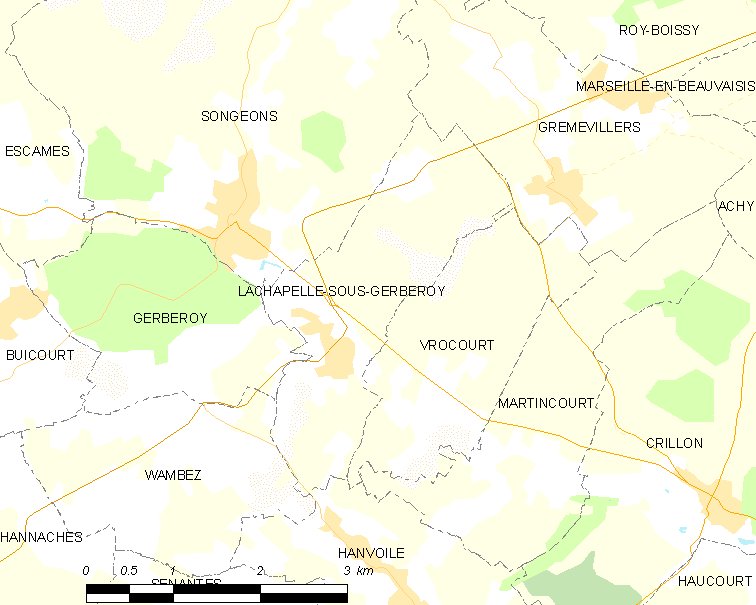
拉沙佩勒-苏热尔伯鲁瓦的OSM定位图

## 行政
拉沙佩勒-苏热尔伯鲁瓦的邮政编码为60380，INSEE市镇编码为60335。

## 政治
拉沙佩勒-苏热尔伯鲁瓦所属的省级选区为格朗维利耶县。

## 人口
拉沙佩勒-苏热尔伯鲁瓦于2022年1月1日时的人口数量为159人。

1962-2008年间拉沙佩勒-苏热尔伯鲁瓦人口变化图示